# Johann Hilghemann
Johann Hilghemann, auch Hilgheman oder Hilgemann († 2. Mai 1430) war Bürgermeister von Greifswald.
Johann Hilghemann war der Sohn des Arnold Hilghemann. Er war seit 1389 Ratsherr und wurde 1402 Provisor des Heiliggeisthospitals. 1404 wurde er Kämmerer. Hilghemann wurde 1418 zum Bürgermeister gewählt und vertrat die Stadt auf den Hansetagen. 
Bei der Erbteilung mit seinen Schwestern und seinen beiden Brüdern erhielt er 1384 das väterliche Haus in der Knopfstraße. 1392 kaufte er  das Eckhaus seines verstorbenen Bruders Wichard in der Steinbeckerstraße, das er 1418 seinem Neffen Arnold Hilghemann († 1465) überließ. Außerdem erwarb er mehrere Häuser in der Knopf-, Kuh- und Brüggstraße. In der Mühlenstraße kaufte er einen neben dem Franziskanerkloster gelegenen Hof, der 1423 an den Ratsherrn Albert Warschow kam. 
Aus seiner Ehe mit Alveke, Witwe des Eler Burow, gingen vier Töchter hervor, unter anderem Katharina Hilgheman, die spätere Ehefrau des Universitätsstifters Heinrich Rubenow. 
Johann Hilghemann wurde in der Greifswalder Marienkirche beigesetzt.